# Saint-Denis-en-Bugey
Saint-Denis-en-Bugey est une commune française, située dans le département de l'Ain en région Auvergne-Rhône-Alpes.
Ses habitants sont appelés les San-Deniens.

## Géographie
Saint-Denis-en-Bugey est située dans le Bugey. La commune est traversée par la route départementale 1075 (ancienne N 75 allant de Bourg-en-Bresse à Sisteron) et par la D 5 (allant de Saint-Denis à Bettant), ainsi que par la voie de chemin de fer (Ambérieu-en-Bugey - Lyon). Elle est arrosée par l’Albarine et son affluent de la rive gauche, le Buizin. Le territoire est relativement plat, sauf la colline, d'origine alluviale, où a été construit un château.

### Relief et géologie
Saint-Denis-en-Bugey est située sur un substrat d'origine alluvial, datant principalement de l'ère Quaternaire. La colline san-denienne, culminant à 338 mètres, entre le Bois Chausson et Ambutrix ,s'avère être une formation fluvio-glaciaire. Il s'agit, plus probablement, d'une Moraine datant de l'avant dernière glaciation appelée Glaciation de Riss, ici un Poudingue, composé de galets principalement calcaire dans une matrice sablo-limoneuse. La base de la colline alluviale est d'âge Miocène : on y trouve des galets à forte teneur en silice dans une matrice gréseuse. La plaine, quant à elle, d'une altitude moyenne de 250 mètres, possède un faciès datant de la Glaciation de Würm : soit des alluvions fluvio-glaciaires constitués de galets calcaires arrondis dans une matrice limoneuse.
Les pierres utilisées dans la construction sont principalement ces galets d'origine fluvio-glaciaire.
Au XXe siècle, on parle d'exploitation de deux sablières et de deux carrières de gravier dans la localité.

### Climat
Pour des articles plus généraux, voir Climat d'Auvergne-Rhône-Alpes et Climat de l'Ain.
En 2010, le climat de la commune est de type climat des marges montargnardes, selon une étude du CNRS s'appuyant sur une série de données couvrant la période 1971-2000. En 2020, Météo-France publie une typologie des climats de la France métropolitaine dans laquelle la commune est exposée à un climat de montagne ou de marges de montagne et est dans la région climatique Bourgogne, vallée de la Saône, caractérisée par un bon ensoleillement (1 900 h/an), un été chaud (18,5 °C), un air sec au printemps et en été et des vents faibles.
Pour la période 1971-2000, la température annuelle moyenne est de 11,2 °C, avec une amplitude thermique annuelle de 17,8 °C. Le cumul annuel moyen de précipitations est de 1 134 mm, avec 11,4 jours de précipitations en janvier et 7,5 jours en juillet. Pour la période 1991-2020, la température moyenne annuelle observée sur la station météorologique de Météo-France la plus proche, « Ambérieu », sur la commune de Château-Gaillard à 3 km à vol d'oiseau, est de 11,9 °C et le cumul annuel moyen de précipitations est de 1 117,5 mm,. Pour l'avenir, les paramètres climatiques de la commune estimés pour 2050 selon différents scénarios d'émission de gaz à effet de serre sont consultables sur un site dédié publié par Météo-France en novembre 2022.
| Mois                                  | jan.             | fév.             | mars             | avril           | mai             | juin           | jui.            | août          | sep.            | oct.            | nov.            | déc.            | année      |
| ------------------------------------- | ---------------- | ---------------- | ---------------- | --------------- | --------------- | -------------- | --------------- | ------------- | --------------- | --------------- | --------------- | --------------- | ---------- |
| Température minimale moyenne (°C)     | −0,1             | 0                | 2,6              | 5,5             | 9,5             | 13             | 14,7            | 14,4          | 10,9            | 8,1             | 3,5             | 0,8             | 6,9        |
| Température moyenne (°C)              | 3,2              | 4,2              | 8                | 11,3            | 15,2            | 19             | 21,1            | 20,9          | 16,7            | 12,6            | 7,1             | 3,9             | 11,9       |
| Température maximale moyenne (°C)     | 6,5              | 8,4              | 13,5             | 17,1            | 20,9            | 25             | 27,5            | 27,3          | 22,4            | 17,1            | 10,8            | 7               | 17         |
| Record de froid (°C) date du record   | −26,9 23.01.1963 | −20,8 05.02.1963 | −15,5 07.03.1971 | −6,1 08.04.1956 | −3,3 01.05.1960 | 1,3 04.06.1962 | 3,6 08.07.1954  | 3 30.08.1986  | −1,2 27.09.1972 | −7,2 31.10.1997 | −10 27.11.1955  | −17,3 20.12.09  | −26,9 1963 |
| Record de chaleur (°C) date du record | 18,1 10.01.15    | 22,9 28.02.1960  | 26,6 22.03.1990  | 29,1 21.04.18   | 34,4 24.05.09   | 38,1 22.06.03  | 40,2 27.07.1983 | 41,2 24.08.23 | 35,4 05.09.1949 | 29,9 09.10.23   | 23,2 12.11.1995 | 21,3 18.12.1989 | 41,2 2023  |
| Ensoleillement (h)                    | 679              | 984              | 170              | 1 936           | 2 203           | 2 519          | 2 878           | 2 611         | 1 889           | 1 216           | 728             | 549             | 1 989      |
| Précipitations (mm)                   | 84,9             | 70               | 75               | 87,2            | 106,4           | 88,8           | 86              | 83            | 106,1           | 117,7           | 117,9           | 94,5            | 1 117,5    |

## Urbanisme

### Typologie
Au 1er janvier 2024, Saint-Denis-en-Bugey est catégorisée ceinture urbaine, selon la nouvelle grille communale de densité à 7 niveaux définie par l'Insee en 2022.
Elle appartient à l'unité urbaine d'Ambérieu-en-Bugey, une agglomération intra-départementale dont elle est une commune de la banlieue,. Par ailleurs la commune fait partie de l'aire d'attraction d'Ambérieu-en-Bugey, dont elle est une commune du pôle principal,. Cette aire, qui regroupe 15 communes, est catégorisée dans les aires de moins de 50 000 habitants,.

### Occupation des sols
L'occupation des sols de la commune, telle qu'elle ressort de la base de données européenne d’occupation biophysique des sols Corine Land Cover (CLC), est marquée par l'importance des territoires artificialisés (46,2 % en 2018), en augmentation par rapport à 1990 (38,6 %). La répartition détaillée en 2018 est la suivante : 
zones urbanisées (46,2 %), terres arables (35,5 %), forêts (14,8 %), zones agricoles hétérogènes (3,6 %).
L'évolution de l’occupation des sols de la commune et de ses infrastructures peut être observée sur les différentes représentations cartographiques du territoire : la carte de Cassini (XVIIIe siècle), la carte d'état-major (1820-1866) et les cartes ou photos aériennes de l'IGN pour la période actuelle (1950 à aujourd'hui).

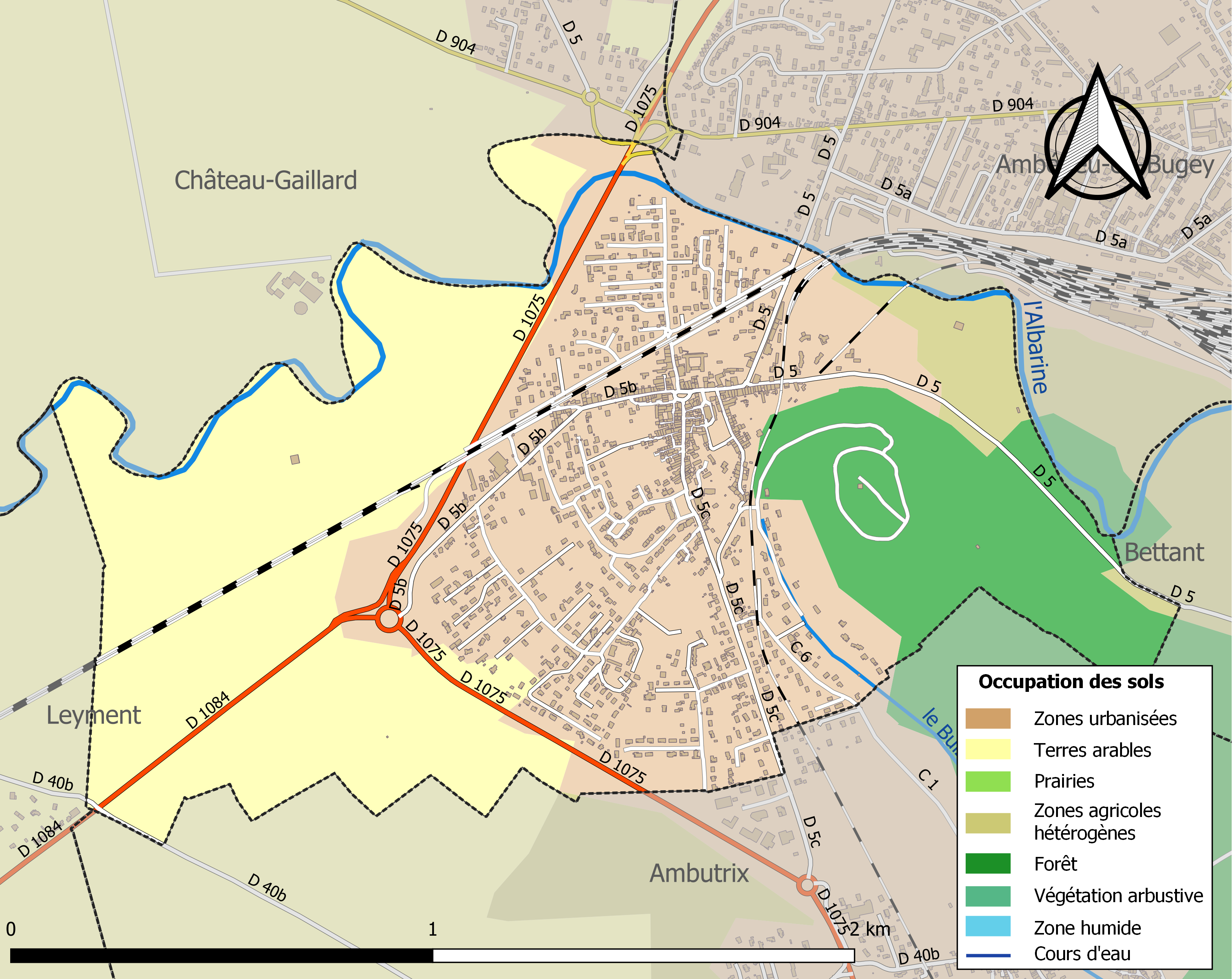
Carte des infrastructures et de l'occupation des sols de la commune en 2018 (CLC).

## Histoire
Au Moyen Âge, le village s'appelait Pont-de-Chauczon dans un premier temps, puis Saint-Denis-le-Chosson (ou le Chausson).
Au VIe siècle, le Bugey fait partie du royaume des Burgondes.
Lors du Traité de Verdun, en l'an 843, qui sépare l'empire carolingien en trois grands territoires, le Bugey est intégré dans la Lotharingie, dirigé par Lothaire Ier. Dès 962, le Bugey, la Bresse et les Dombes font partie du Saint-Empire romain germanique. Au Xe siècle, le site appartenait alors à la seigneurie de Coligny qui comprenait la vallée de l'Ain de son confluent jusqu'au Revermont.
Au XIIIe siècle, en 1282, le site devient une possession du dauphin de Viennois, Humbert Ier de Viennois, dit Humbert de la Tour du Pin. Cette occupation de la basse vallée de l'Ain par le Dauphin coupe le comté de Savoie en deux, ce qui sera à l'origine d'un conflit delphino-savoyard qui durera 70 ans. C'est durant ce contexte de conflit que le dauphin Guigues VIII de Viennois érige, entre 1323 et 1326, la bâtie de Chausson, soit la forteresse en pierre qui domine actuellement le village du haut de la colline.
Le traité de Chapareillan, ratifié en 1335, exige que l'Albarine soit la frontière entre le Dauphiné et le comté de Savoie. Toutefois, la guerre entre le Dauphiné et la Savoie n'est pas terminée.
En septembre 1342, le Dauphin Humbert II de Viennois fonde le bourg neuf entre le pont enjambant l'Albarine et le promontoire où se situe la bâtie militaire.
En 1349, a lieu le « transport du Dauphiné », c'est-à-dire la vente du Dauphiné au royaume de France. Le nouveau dauphin est alors le fils ainé du Roi de France, ici, le futur Charles V le Sage. Le village ne reste français que 6 ans car un nouveau traité met fin définitivement à la guerre delphino-savoyarde : le Traité de Paris signé en 1355 à Paris entre le roi de France et le comte Amédée VI de Savoie. Le Rhône devient alors frontière entre le Dauphiné français et le comté de Savoie, appartenant au Saint-Empire-Romain-Germanique. Le village, devenu dauphinois pendant 67 ans, puis français pendant 6 ans, appartient désormais aux comtes de Savoie à partir du milieu du XIVe siècle.
Le 19 février 1416, le comté de Savoie est érigé en duché de Savoie.
En 1536, le roi François Ier, fils de Louise de Savoie, annexe le Bugey, alors qu'il se rend dans le Milanais. En 1559, lors des traités du Cateau-Cambrésis, le Bugey est rendu au duc de Savoie. Saint-Denis-le-Chausson redevient savoyard.
À la fin du XVIe siècle, le trône du royaume de France est vaquant et le Duc Charles-Emmanuel de Savoie envisage de succéder à Henri III. Une période de troubles s'ensuit. Durant cette période, le château a été détruit vers 1600 par le duc de Biron afin d'affaiblir les places fortes de Bresse et du Bugey. Il ne subsiste, à ce jour, que la tour carrée de ce château. Toutefois, un traité d'échanges de territoires met fin à cette période difficile. Grâce au traité de Lyon signé le 17 janvier 1601, à Lyon, en présence d'Henri IV de ses ambassadeurs, de ceux du Duc de Savoie (dont René de Lucinge, seigneur des Allymes) et ceux du Pape, la Bresse et le Bugey sont rattachés au royaume de France en échange du marquisat de Saluces qui devient savoyard. Saint-Denis-le-Chausson, à l'instar de toute la Bresse, du Bugey et une partie du plateau des Dombes, devient français. Les pays d'Ain (à l'exception de la principauté des Dombes et de la vallée de la Valserine) sont alors intégrés dans la province de Bourgogne.
Pendant la Révolution française, Saint-Denis prend le nom révolutionnaire de Le Chosson d'Albarine.
Le 1er septembre 1836, le village, détaché de Bettant, est érigé en commune distincte.
En 1862, la commune sollicite l'État pour acheter un terrain et démolir l'ancienne église et le cimetière qui gênent la circulation. En 1867, la nouvelle église, bâtie par l'entreprise Roche père et fils, sur un terrain en face de la mairie, est inaugurée. L'emplacement de l'ancienne  église devient alors une grande place au centre du village.
Le 5 mars 1916, l'élève pilote Delaunoy du centre d'aviation d'Ambérieu fait une chute mortelle à Saint-Denis-en-Bugey.
Le 25 mai 1944, des avions alliés américains Consolidated B-24 Liberator bombardent, par erreur, Saint-Denis-en-Bugey, au lieu de neutraliser les trains de la Gare de triage d'Ambérieu-en-Bugey, utilisés par les Allemands. On déplore 15 morts et de nombreux dégâts matériels.

## Toponymie
Le nom de la localité est attesté sous les formes Ponte de Chauczon (1199), Castrum et Villa de S. Dionisio de Chauxzone (1337), Saint-Denys-de-Chausson (1563), Sainct-Denys-de-Chousson (1650).
Puis, d'après les cartes de Cassini, et jusqu'au 10 avril 1895, Saint-Denis-en-Bugey portait le nom de Saint-Denis-le-Chosson.
Durant la Révolution française, Le Chosson-d'Albarine était le nom de la commune.

## Politique et administration

### Découpage territorial
La commune de Saint-Denis-en-Bugey est membre de la communauté de communes de la Plaine de l'Ain, un établissement public de coopération intercommunale (EPCI) à fiscalité propre créé le 15 décembre 2002 dont le siège est à Chazey-sur-Ain. Ce dernier est par ailleurs membre d'autres groupements intercommunaux.
Sur le plan administratif, elle est rattachée à l'arrondissement de Belley, au département de l'Ain et à la région Auvergne-Rhône-Alpes. Sur le plan électoral, elle dépend du  canton d'Ambérieu-en-Bugey pour l'élection des conseillers départementaux, depuis le redécoupage cantonal de 2014 entré en vigueur en 2015, et de la cinquième circonscription de l'Ain  pour les élections législatives, depuis le dernier découpage électoral de 2010.

### Administration municipale
| Période                                  | Période   | Identité                | Étiquette                | Qualité             |
| ---------------------------------------- | --------- | ----------------------- | ------------------------ | ------------------- |
| 1891                                     | 1908      | Constant Perrin d'Arloz |                          | cultivateur         |
| 1908                                     | 1913      | Félix Pittion           |                          | cultivateur         |
| 1913                                     | 1919      | Auguste Simplet         |                          | charron             |
| 1919                                     | 1923      | Jean Genod              |                          | instituteur         |
| 1923                                     | 1924      | Honoré Falconnat        | parti radical-socialiste | employé au PLM      |
| 1924                                     | 1926      | Antoine Paccallet       | parti radical (France)   | menuisier           |
| 1926                                     | 1932      | Honoré Falconnat        | parti radical-socialiste | employé au PLM      |
| 1932                                     | 1935      | Louis Angelot           | Parti radical-socialiste | cultivateur         |
| 1935                                     | 1959      | Albert Delominy         | SFIO                     | chef de groupe PLM  |
| 1959                                     | 1965      | Charles Petit           |                          |                     |
| 1965                                     | 1983      | Camille Brand           |                          |                     |
| 1983                                     | 1995      | René Clerc              |                          |                     |
| 1995                                     | mars 2008 | Gilbert Angelot         | DVG                      | agent de la SNCF    |
| mars 2008                                | 2014      | Bernard Servais         |                          |                     |
| mars 2014                                | En cours  | Pascal Collignon        | DVD                      | Retraité de la SNCF |
| Les données manquantes sont à compléter. |           |                         |                          |                     |

## Démographie
L'évolution du nombre d'habitants est connue à travers les recensements de la population effectués dans la commune depuis 1793. Pour les communes de moins de 10 000 habitants, une enquête de recensement portant sur toute la population est réalisée tous les cinq ans, les populations de référence des années intermédiaires étant quant à elles estimées par interpolation ou extrapolation. Pour la commune, le premier recensement exhaustif entrant dans le cadre du nouveau dispositif a été réalisé en 2005.

En 2022, la commune comptait 2 258 habitants, en évolution de −1,53 % par rapport à 2016 (Ain : +5,15 %, France hors Mayotte : +2,11 %).
| 1793 | 1800 | 1806 | 1821 | 1831  | 1836 | 1841 | 1846 | 1851 |
| ---- | ---- | ---- | ---- | ----- | ---- | ---- | ---- | ---- |
| 790  | 454  | 894  | 998  | 1 032 | 563  | 505  | 527  | 521  |

| 1856 | 1861 | 1866 | 1872 | 1876 | 1881 | 1886 | 1891 | 1896 |
| ---- | ---- | ---- | ---- | ---- | ---- | ---- | ---- | ---- |
| 513  | 537  | 630  | 602  | 745  | 754  | 788  | 816  | 870  |

| 1901 | 1906 | 1911 | 1921  | 1926  | 1931  | 1936  | 1946  | 1954  |
| ---- | ---- | ---- | ----- | ----- | ----- | ----- | ----- | ----- |
| 916  | 845  | 982  | 1 007 | 1 058 | 1 128 | 1 129 | 1 131 | 1 112 |

| 1962  | 1968  | 1975  | 1982  | 1990  | 1999  | 2005  | 2006  | 2010  |
| ----- | ----- | ----- | ----- | ----- | ----- | ----- | ----- | ----- |
| 1 170 | 1 200 | 1 220 | 1 511 | 1 780 | 1 944 | 2 053 | 2 053 | 2 178 |

| 2015  | 2020  | 2022  | - | - | - | - | - | - |
| ----- | ----- | ----- | - | - | - | - | - | - |
| 2 293 | 2 245 | 2 258 | - | - | - | - | - | - |

## Éducation
La commune compte une école maternelle, créée en 1933, et une école élémentaire. Il n'y a pas de collège.
L'école était située au rez-de-chaussée de l'ancienne mairie.

## Économie
À la deuxième moitié du XVIIIe siècle, Saint-Denis-en-Bugey était composée majoritairement de vignerons, mais aussi de tisseurs de chanvre, ainsi que de maîtres tissiers et de drapiers drapants qui vendaient leurs tissus. À partir du milieu du XIXe siècle, la sériciculture fut abandonnée à cause de la pébrine.
Au début du XXe siècle, Saint-Denis-en-Bugey est une commune tournée, non seulement vers l'industrie ferroviaire, mais aussi sur l'élevage laitier, la culture de céréales et la viticulture. Une usine électrique se situait en haut de la rue des usines (actuellement rue Victor Hugo) et était alimentée par le Buizin, détourné depuis Vaux-en-Bugey. Au XXIe siècle, l'usine ne produit plus d'électricité, les prés sont devenus un quartier résidentiel et les vignes, situées sur les versants de la colline, ont été abandonnées, devenant alors un environnement boisé. Ce secteur est devenu, comme tout le Bas-Bugey, une zone naturelle d'intérêt écologique, faunistique et floristique. Un sentier aménagé a été réalisé pour découvrir l'histoire de cette petite rivière qui a participé grandement à l'économie de la commune.
La forte activité ferroviaire de la gare d'Ambérieu-en-Bugey a toutefois des retombées économiques sur le territoire. Depuis la fin du XIXe siècle, de nombreux cheminots habitent dans le village.

### Élevage laitier
Dès la moitié du XXe siècle, l'activité agricole comprend également l'élevage laitier. À cette époque, de grands prés entourent le village où paissent les vaches laitières. En effet, une fromagerie a été construite, en 1925, sur la commune voisine de Leyment, spécialisée dans la production d'emmental. Cette fromagerie devient la fromagerie Valment en 1993. La production de meules d'emmental par la coopérative laitière s'arrêtera en 2014. La laiterie, la Côtière, prend le relais mais se spécialise dans le ramequin et le yaourt. À cette date, Saint-Denis-en-Bugey a cessé toute production de lait depuis déjà plusieurs décennies.

### Viticulture
La colline d'alluvions fluvio-glaciaires offre des terrains propices à la viticulture (terrain en pente constitué de nombreux galets dans une matrice sablo-limoneuse, exposé sud-ouest). Vers 1900, on comptait 35 hectares de vignes, produisant 1 000 hectolitres de vin. Cette production était surtout destinée à la consommation personnelle : il s'agissait de vin rouge de table. Les cépages utilisés étaient multiples. Toute la colline était cultivée, de Saint-Denis-en-Bugey jusqu'à Vaux-en-Bugey en passant par Ambutrix. La crise du phylloxéra , survenue localement vers 1890, a assez peu affecté les parcelles bugistes. Afin de faciliter les vendanges, il existait quelques grangeons sur la colline pour entreposer le matériel y manger un repas pendant les vendanges et les festivités. Toutefois, les parcelles de vignes sont petit à petit abandonnées dans les années 1980 et la colline, entièrement cultivée sur le versant ensoleillé, devient une colline boisée où poussent les chênes pubescents , les aubépines , les robiniers et les frênes. Quelques sentiers et la disposition des parcelles rappellent l'activité viticole du lieu.
En 2020, une parcelle de vigne sous la tour est de nouveau réimplantée et cultivée pour une production de vins de terroir typiques.

### Industrie textile
A la fin du XVIIIe siècle, l'activité textile est bien présente avec la filature du chanvre qui occupe bon nombre de paysans. On carde et on file également la laine. Enfin quelques mûriers sont plantés pour permettre l'élevage de vers à soie. À cause de la pébrine qui affecte la sériciculture , cette activité est abandonnée et seules les vignes persistent sur les coteaux.
Une usine de confection de sous-vêtements, implantée rue Berlioz, a été en activité jusqu'en 2001.

### Industrie ferroviaire
La Gare d'Ambérieu-en-Bugey devient un centre de l'économie locale qui emploie de nombreux sandeniens. Par ailleurs, la Ligne d'Ambérieu à Montalieu-Vercieu, dont le but est de transporter des pierres de taille, passe par Saint-Denis-en-Bugey. Cette voie ferrée qui traverse le village, mise en service en 1875, cesse d'être active en 1989.
En 1891, d'après le recensement, c'est plus d'une centaine de sandeniens qui sont employés dans les chemins de fer, soit près d'un sandenien sur huit. Il s'agit alors de la principale activité des habitants du village.

## Culture et patrimoine

### Héraldique
| Blason de Saint-Denis-en-Bugey | Blason  | Tranché : au premier d'azur à la tour carrée d'argent maçonnée de sable, ajourée et ouverte du champ, au second de gueules au lion d'hermine, à la bande d'argent brochant sur le tranché. |
| Blason de Saint-Denis-en-Bugey | Détails | Le blason est créé par R. Masséna en 1985. La tour représente la tour de Saint-Denis-en-Bugey qui domine le village. Le lion d'hermine représente le blason de la province du Bugey à laquelle appartient la commune. La cotice d'argent représente la grande route qui traverse la localité, faisant référence à l'étymologie du lieu (Saint-Denis-le-Chausson, ancien nom du village, était appelé ainsi en référence à la voie romaine, qualifiée de grande chaussée, allant de la Bourgogne jusqu'au Dauphiné). |

### Monuments et constructions remarquables

#### Tour de Saint-Denis-en-Bugey

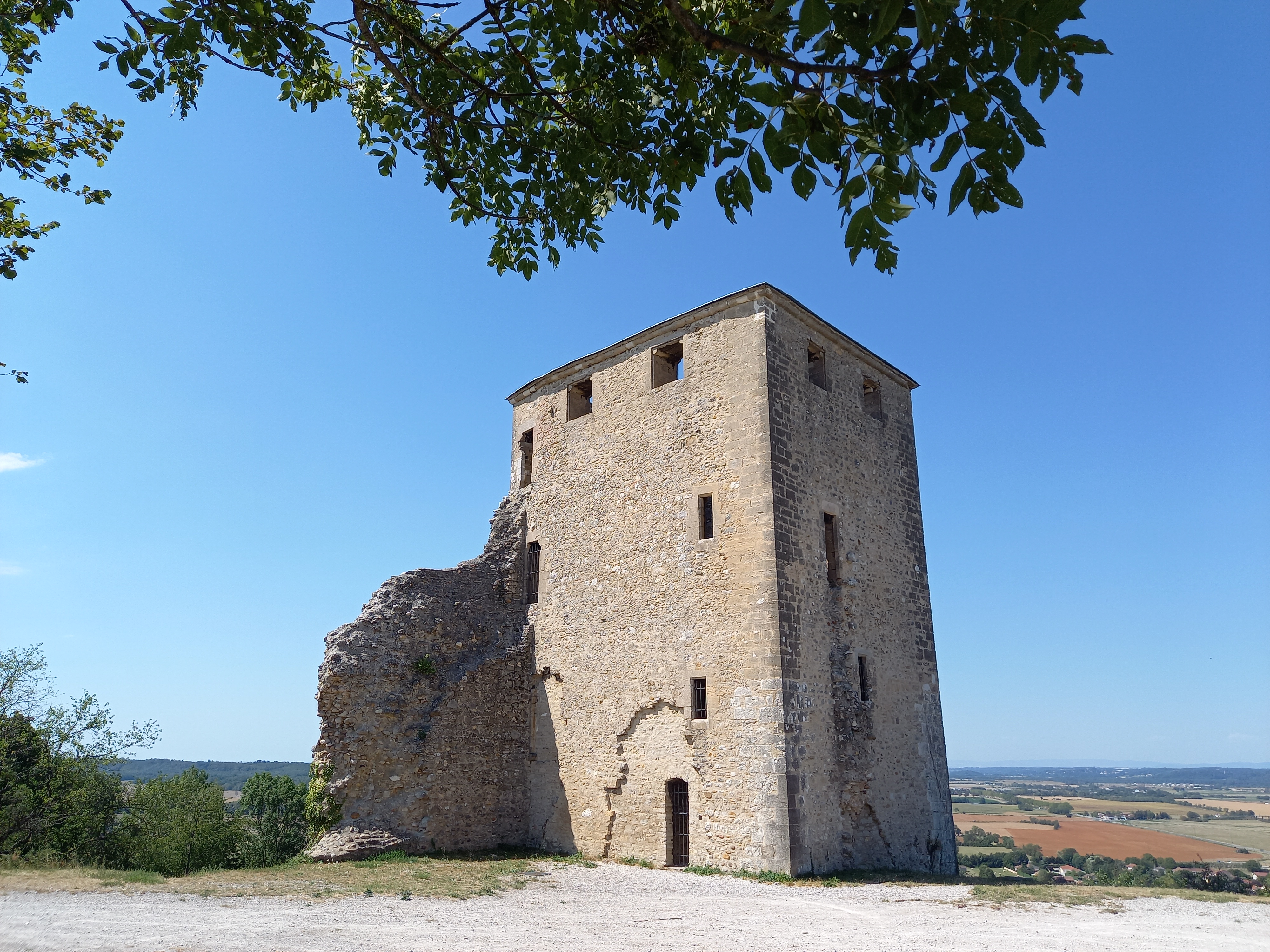
Tour en pierre de Saint-Denis-en-Bugey (vue Nord-Est), vestige de la bâtie de Chausson, construite en 1326 par le Dauphin Guigues VIII de Viennois, dans un contexte de conflit delphino-savoyard.

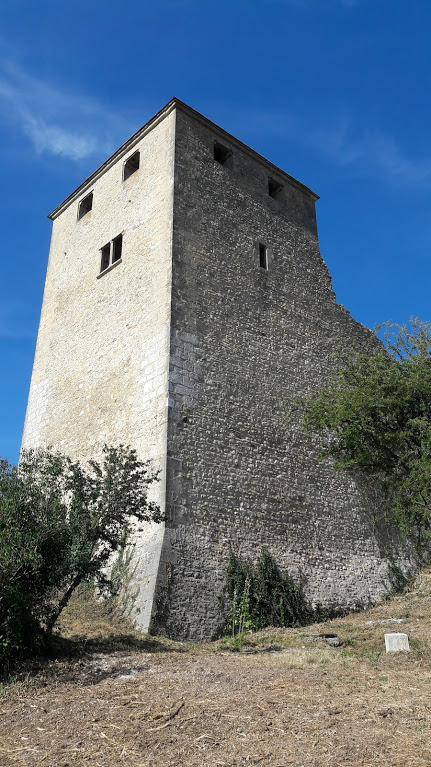
Tour en pierre de Saint-Denis-en-Bugey (vue Sud-Ouest), vestige de la bâtie de Chausson construite en 1326 par le Dauphin Guigues VIII de Viennois.

Le donjon, restauré, fait partie d'un ancien château fort possédé au début du XIVe siècle par les dauphins de Viennois. La forteresse originelle, faite de terre et de bois, date du XIIIe siècle. Cette construction militaire dépend alors du château de Saint-Sorlin-en-Bugey.
Après avoir été détruite par le comte Édouard de Savoie en 1325, elle est rebâtie par le dauphin Guigues VIII de Viennois en forteresse en pierre en 1326, et rattachée au château de Saint-Germain. Pendant le conflit qui opposa le Dauphiné et le comté de Savoie, on parle non pas de château ou de tour de Saint-Denis, mais de la bâtie de Pont-de-Chauczon.
D'après les observations sur le terrain ou les manuscrite, contrairement à ce qu'ont avancé certains auteurs, il n'a jamais été question d'une grande forteresse constituée de cinq tours. Il s'agit d'une forteresse beaucoup plus modeste, assez classique dans la construction des forteresses alentour, c'est-à-dire, une bâtie fortifiée constituée d'une seule tour carrée et d'une enceinte en forme de quadrilatère. Une bricole était sans doute située au sommet de la tour.
Après le traité de Paris de 1355, la forteresse, devenue savoyarde, est inféodée, en 1358, à Girard d'Estrées, chancelier du comte Amédée VI de Savoie, et devient centre de la seigneurie de Saint-Denis. En 1377, le comte de Savoie l'inféode au chevalier Étienne de La Baume (bâtard), décoré de l'Ordre du Collier. La forteresse devient par la suite centre de la baronnie de Saint-Denis-le-Chosson au XVIIe siècle.
Après la Révolution française, le château est déclaré bien national et sert de carrière de pierres de taille.
Il ne reste, désormais, de cette forteresse que la tour qui est classée au titre des monuments historiques par arrêté du 26 mai 1899.

#### Nouvelle église de Saint-Denis-en-Bugey

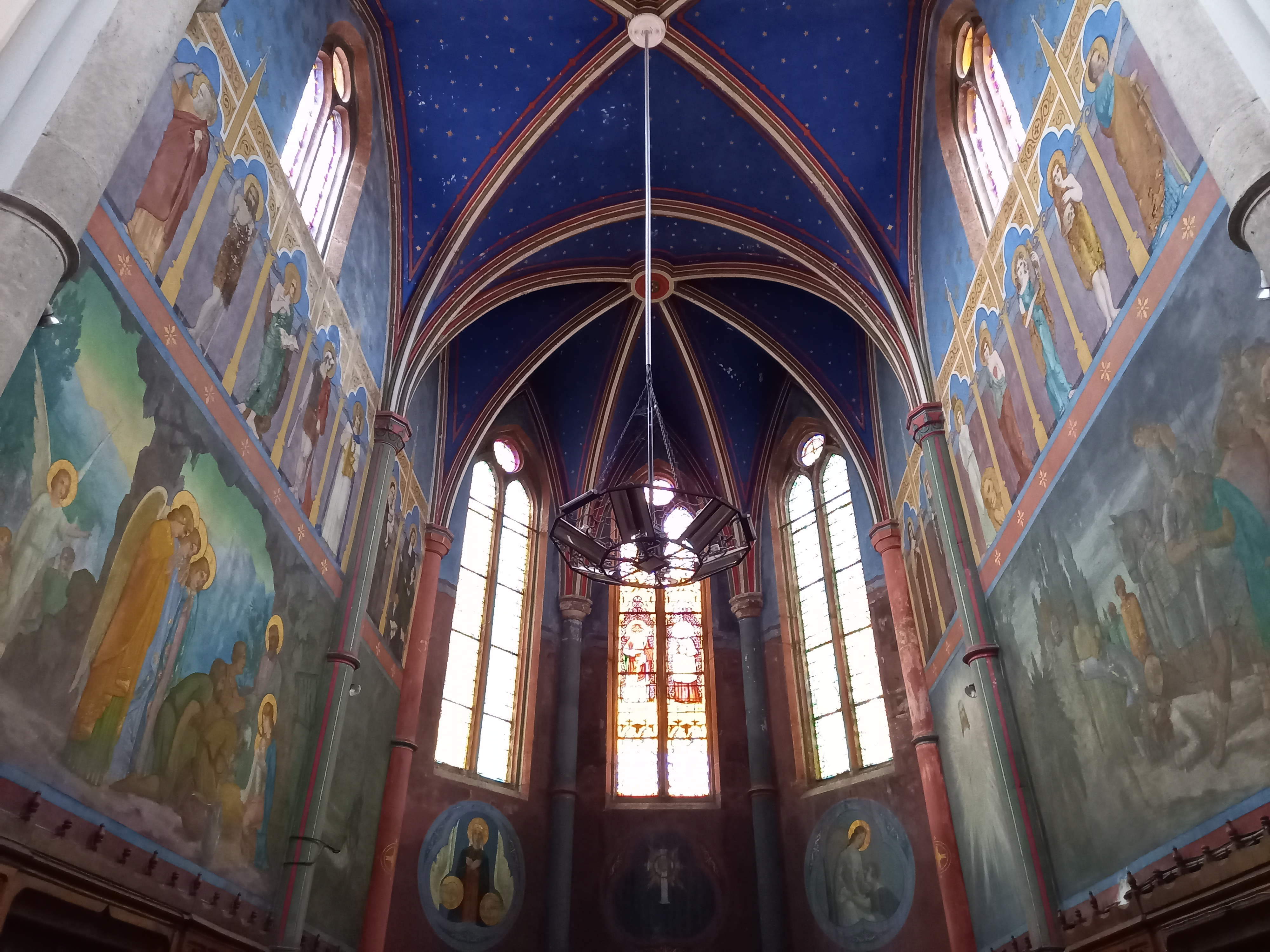
Le chœur de la nouvelle église de Saint-Denis-en-Bugey a été peint, entre 1928 et 1932, par Pierre Paulin.

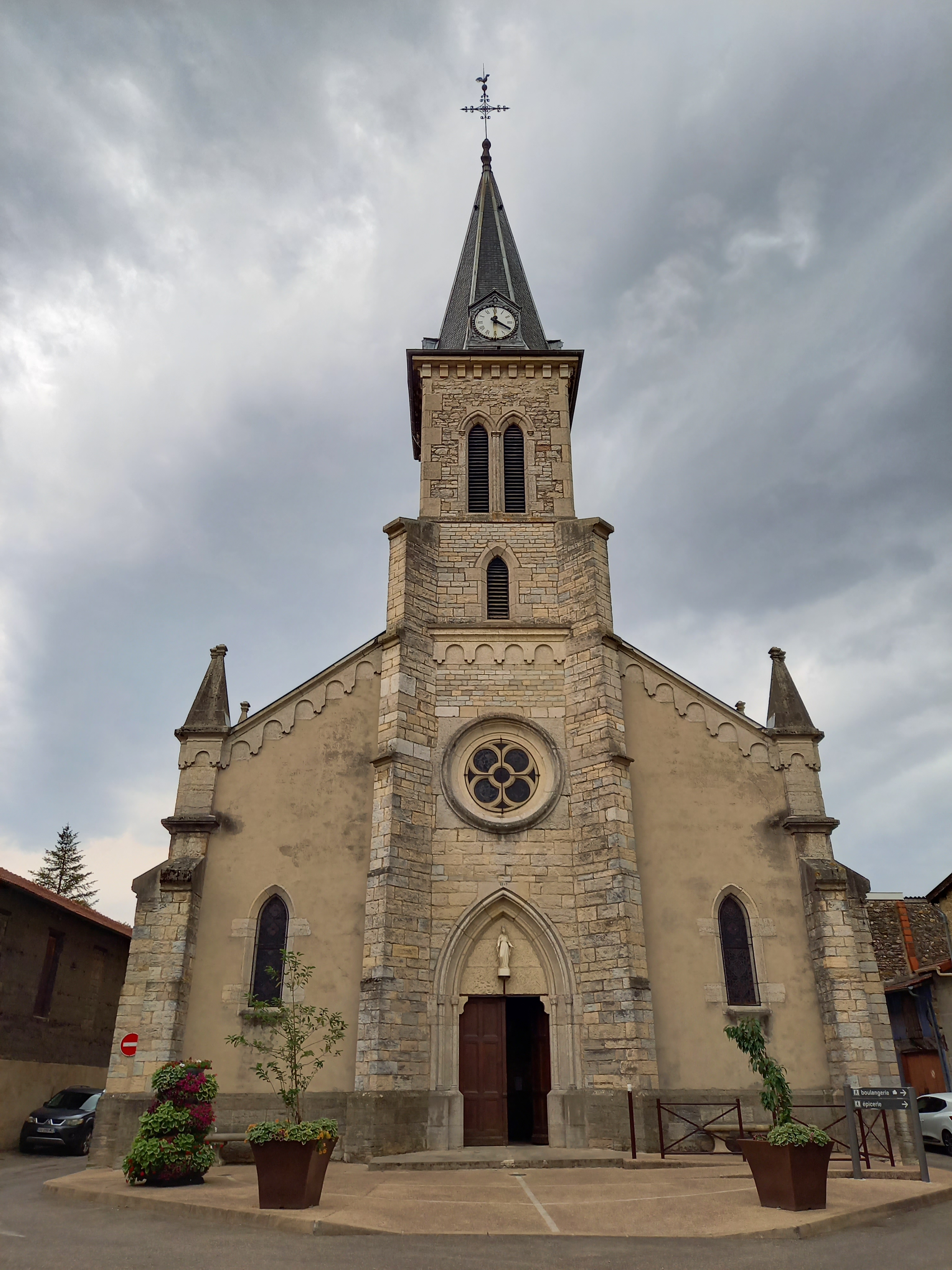
Église de Saint-Denis-en-Bugey. L'inauguration de cette nouvelle église a eu lieu en 1867.

La nouvelle église Saint-Denis de Saint-Denis-en-Bugey, construite en 1866 et inaugurée en 1867, se situe désormais en face de l'ancienne mairie.
L'ancienne église, ainsi que l'ancien cimetière, détruits en 1862, étaient situés au niveau de l'actuelle place centrale du village (place de la République).
Le chœur a été peint par Pierre Paulin, un artiste peintre, né à Saint-Denis-en-Bugey, le 10 décembre 1907, ayant fait l'école des Beaux-arts de Lyon.
Le plafond étoilé du chœur a été réalisé en 1928, et les scènes en bas du chœur entre 1931 et 1933.
Ces scènes représentent l'Annonciation et la Fuite en Égypte.
Plusieurs saints sont également représentés, ainsi que la Nativité, la Pietà, la Montée au calvaire et la Résurrection de Jésus.
En 1935, le même artiste représente une Vierge à l'Enfant.
Les vitraux du chœur représentent Saint Denis et Saint François de Sales.

#### Ancienne mairie de Saint-Denis-en-Bugey

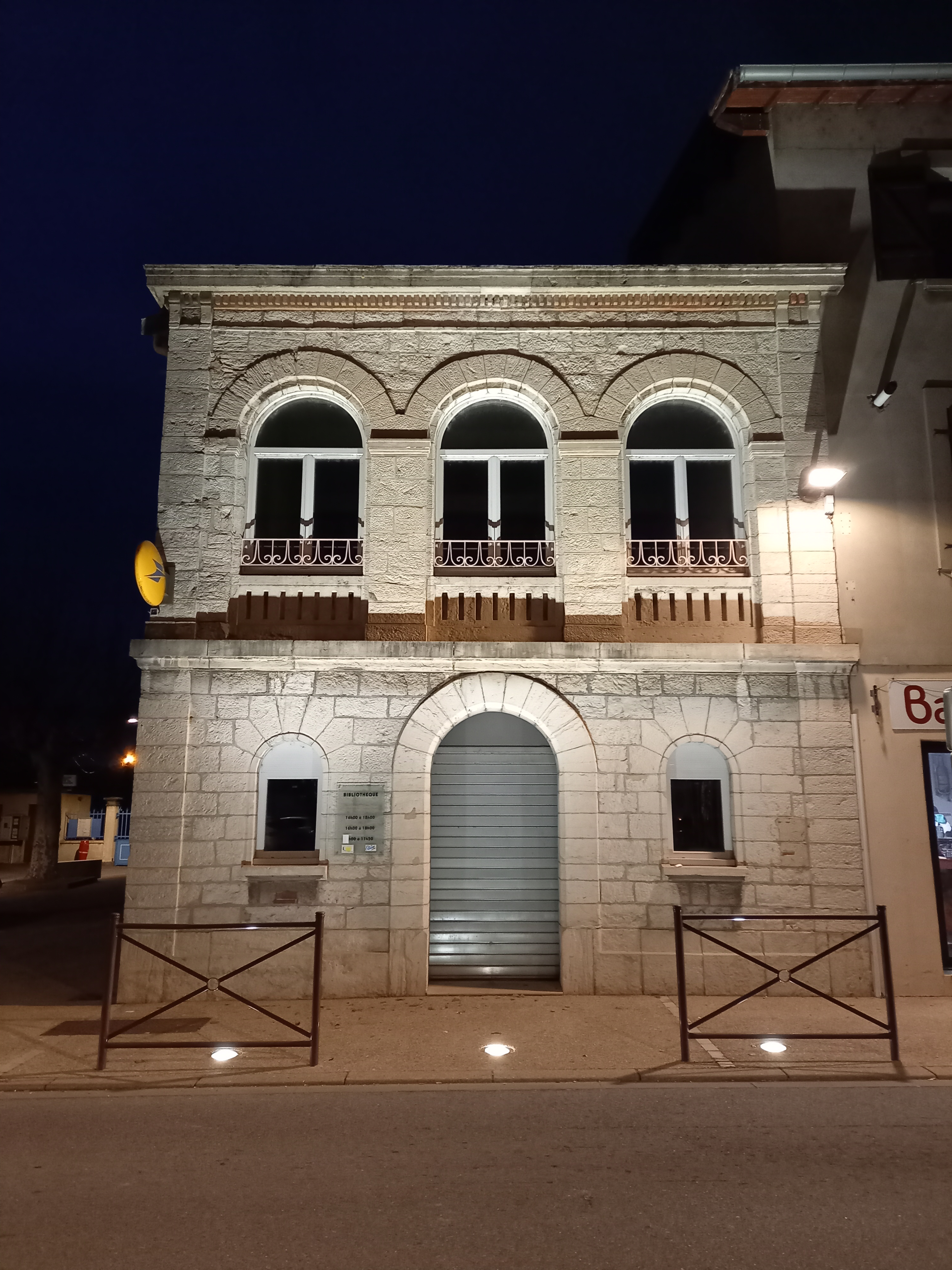
Ancienne mairie de Saint-Denis-en-Bugey.

Ce petit bâtiment à deux niveaux, possédant une belle façade en pierre calcaire blanche, sans doute provenant des carrières de Villebois, était l'ancienne mairie jusque dans les années 1980.
À l'instar de la grenette à Ambérieu-en-Bugey, les fenêtres ont la particularité d'être voutées en arc en plein cintre.
Il est probable que la première fonction de cet édifice soit une halle aux grains.
Lorsque ce bâtiment esthétique est devenu une mairie, le premier étage accueillait le bureau du maire et servait de salle de mariage.
Le rez-de-chaussée servait d'école maternelle et de salle des fêtes.
Depuis le déménagement de la mairie et de la salle des fêtes dans des structures plus grandes, le bâtiment a changé de fonction et sert désormais de bibliothèque municipale.
La fontaine Amédée Quinson, désormais située place Alexandre Bérard, à côté du bâtiment, était édifiée, en 1859, sur la grande place du village (place de la République), côté ouest, près de la rue éponyme. Amédée Quinson était le maire du village qui l'a mise en place. Elle a été déplacée lors de travaux réalisés en 2015. Elle n'est, dès lors, plus alimentée en eau.

#### Nouvelle mairie de Saint-Denis-en-Bugey
Ce grand bâtiment, à trois niveaux, est un ancien relais de diligence allant de Saint-Claude à Lyon. La porte cochère est encore bien visible.
Ce bâtiment fut également une école, tenue par les Sœurs-de-Saint-Joseph jusqu'en 1905.
Après la seconde guerre mondiale, ce bâtiment était le siège d'une entreprise de charbon et de bois de chauffage.
La mairie déménagea dans ce bâtiment dans les années 80.
La nouvelle salle des fêtes est un bâtiment plus moderne qui jouxte la nouvelle mairie.

### Constructions disparues

#### Pont Vieux
A l'origine, le pont enjambant l'Albarine se situait plus à l'ouest. Il se situait à l'extrémité de l'actuelle rue Jules Ferry, autrefois appelée rue du Pont Vieux. Au Moyen-Âge, comme pour tous les ponts d'envergure, un péage taxait les marchandises, les animaux bâtés et les chariots. Le nouveau pont se situe désormais plus à l'est et permet de rejoindre le quartier Jean de Paris et le quartier de la gare d'Ambérieu-en-Bugey plus facilement.

#### Ancienne église
L'ancienne église se situait au milieu de l'unique place du village, située au grand carrefour des quatre grandes voies. Plus exactement, l'entrée de l'église, de taille modeste, se situait au niveau du centre de la place et le chœur de l'église à l'extrémité orientale de la place (au niveau de l'ancienne place de la bascule). Cette église a été détruite en 1862. Un cimetière était accolé à l'édifice avec des sépultures datant d'avant la Révolution Française.

#### Bascule
Un dispositif, appelé bascule, était installé au niveau de l'extrémité est de la grande place du village, pour peser les animaux et les marchandises. Elle était principalement utilisée au milieu du XXe siècle pour peser les chars de foin  de paille et les remorques de bois. Une telle bascule subsiste encore sur la place de Bettant.

#### Moulins
Plusieurs moulins bordaient le Buizin, de la base de la colline plantée de vignes jusqu'au cimetière. En 1900, il ne subsiste plus qu'un seul moulin. associé à une usine utilisant la force du ruisseau pour fabriquer de l'électricité. Aujourd'hui, les petits moulins ont disparu et le grand moulin a été aménagé en habitation.

## Manifestations
- La fête patronale a lieu le dimanche le plus proche de la saint Denis (9 octobre). Une vogue est alors organisée autour de cette date.
- Jusqu'au début du XXe siècle, la Saint-Vincent et la Saint-Blaise étaient deux journées festives pour les viticulteurs. Cette période était l'occasion de se réunir, entre hommes, dans les grangeons pour déguster du vin et un ramequin[42].
- Les brandons étaient allumés le premier dimanche de Carême en haut de la colline de la tour avec du bois mort, des troncs des bois alentour et des fagots de sarments offerts par les vignerons. Les habitants du village se réunissaient autour des feux pour chanter et danser[37].

## Mythes et légendes
- D'après Armand Decour, qui a étudié le folklore local, des sarvants (ou servants) habiteraient la colline de Saint-Denis[43]. L'histoire du château de Saint-Denis étant inconnue, la légende stipule qu'il s'agit des anciens habitants de la forteresse qui errent sous forme d'animaux sauvages, comme des loups. Ces servants sont bénéfiques sur le versant ensoleillé (côté Vaux-en-Bugey) et maléfiques sur le versant ombragé (côté Bettant)[43]. Ces créatures malicieuses sont assez courantes dans tout le Bugey[44].
- Les aripes sont des oiseaux imaginaires que l'on chasse un soir d'hiver, lorsqu'il fait très froid, en haut de la colline de la tour[37]. Il s'agit d'une variante bugiste de la chasse au dahu.
- Les légendes évoquent un souterrain entre la tour de Saint-Denis-en-Bugey , le château de Saint-Germain et le château des Allymes[45]. Cela dit, au vu de la topographie, un tel souterrain n'aurait pu exister.